# Stemma di Forlì
Lo stemma della città di Forlì è l'emblema raffigurativo del comune italiano di Forlì.

## Caratteristiche
Lo scudo è costituito da uno scudo a fondo dorato al cui centro campeggia l'aquila Sveva di colore nero. L'aquila, il cui capo è cinto da corona, stringe tra gli artigli due scudi ovali: in quello sinistro è rappresentata una croce d'argento su fondo rosso; sul destro, argento, una banda equatoriale riporta la scritta Libertas in lettere maiuscole nere. Lo stemma è circondato da un ramo d'ulivo e uno di quercia, mentre lo stemma è timbrato da una “corona di città”.

## Blasonatura

Gonfalone civico

La blasonatura dello stemma, riconosciuto con decreto del Capo del governo del 15 maggio 1931, è la seguente:
Il gonfalone, con al centro lo stemma cittadino, è diviso in due metà: la superiore bianca, l'inferiore rossa, e si fregia della medaglia d'argento al valor militare.

## Storia
La spiegazione più diffusa è che il complesso stemma sia l'evoluzione di più stemmi che durante la storia della città si sono alternati e infine riuniti in uno unico che li sintetizzasse.
La città, tradizionalmente ritenuta di fondazione romana, sarebbe stata dapprima insignita di uno scudo vermiglio, colore che i Romani concedevano alle città di nuova fondazione; poi, nell'889, allorché si erse per la prima volta a repubblica (l'ultima fu, per un breve periodo, nel 1405), ribadì il nuovo status dotandosi di scudo bianco con apposta la scritta Libertas.
Per celebrare la partecipazione nel 1096 della città alla prima crociata sarebbe stato creato un nuovo stemma, costituito da una croce argento su sfondo rosso.
Successivamente Forlì, che nel medioevo fu fieramente ghibellina e più volte entrò in conflitto con le vicine città di orientamento guelfo, ottenne una clamorosa vittoria nel 1241 sulla vicina Faenza, appunto città guelfa, in virtù della quale l'imperatore Federico II concesse vari privilegi, tra i quali ad esempio la facoltà di batter moneta, e avrebbe inoltre insignito lo stemma cittadino dell'aquila imperiale.
Lo stemma verrebbe perciò a riunire in un'unica figura i vecchi emblemi cittadini, e in tale versione sarebbe arrivato fino ai nostri giorni, salvo piccole differenze stilistiche dovute alle mode delle diverse epoche.
Questa spiegazione veniva data il 20 giugno 1851 al Commissario pontificio straordinario che, in occasione della visita di Papa Pio IX, richiese ai comuni delle legazioni di Bologna, Ferrara, Ravenna e Forlì le descrizioni e le notizie storiche sugli stemmi in uso alle città. Lo stemma comunicato differiva dall'attuale per la presenza delle chiavi decussate, del gonfalone della Chiesa e della scritta libertas in verde. In realtà la spiegazione comunicata poggia su elementi leggendari, quali lo scudo vermiglio concesso dai Romani, o anacronistici, quali la concessione di stemma da parte di Federico II in un'epoca in cui non era invalsa questa pratica.
Storicamente il simbolo più antico usato dalla città fu la croce bianca su fondo rosso, usata quale bandiera della milizia già nel XIII secolo, nello stesso periodo (o poco dopo) entrò in uso il «nigrae vexillum aquilae» (ma quest'ultimo fatto non è certo) che nel 1455 veniva ancora raffigurato in uno scudo separato, per ultimo comparve il motto libertas, distintivo di parte guelfa. La prima raffigurazione che riunisce i tre simboli in un solo emblema è del 1572, anche se ancora nel 1605 Giacomo Fontana nell'opera Insegne di varii prencipi et case illustri d'Italia e altre provincie descrive l'arma di Forlì come una croce bianca su campo vermiglio.

## Galleria d'immagini

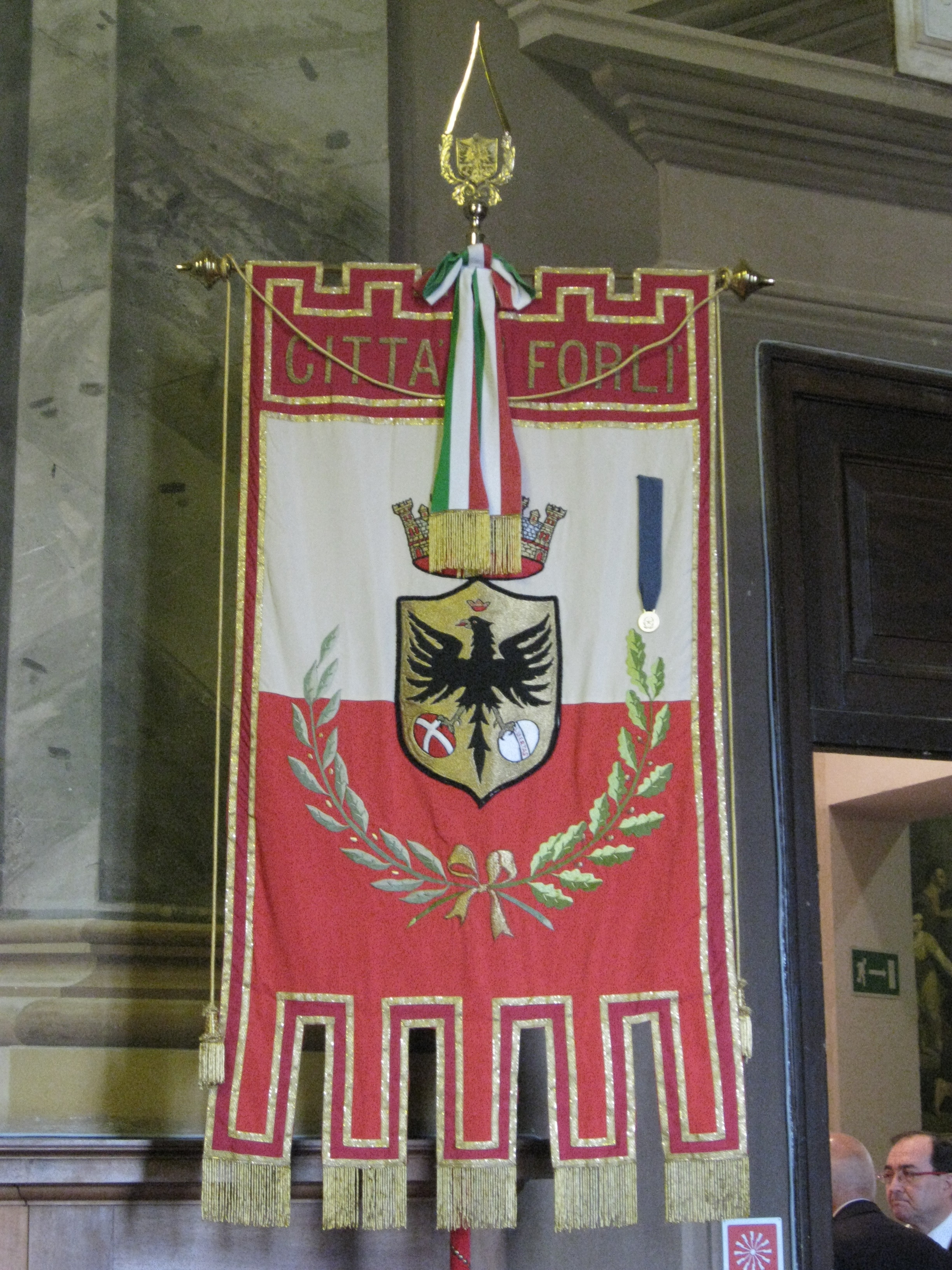
Foto del gonfalone
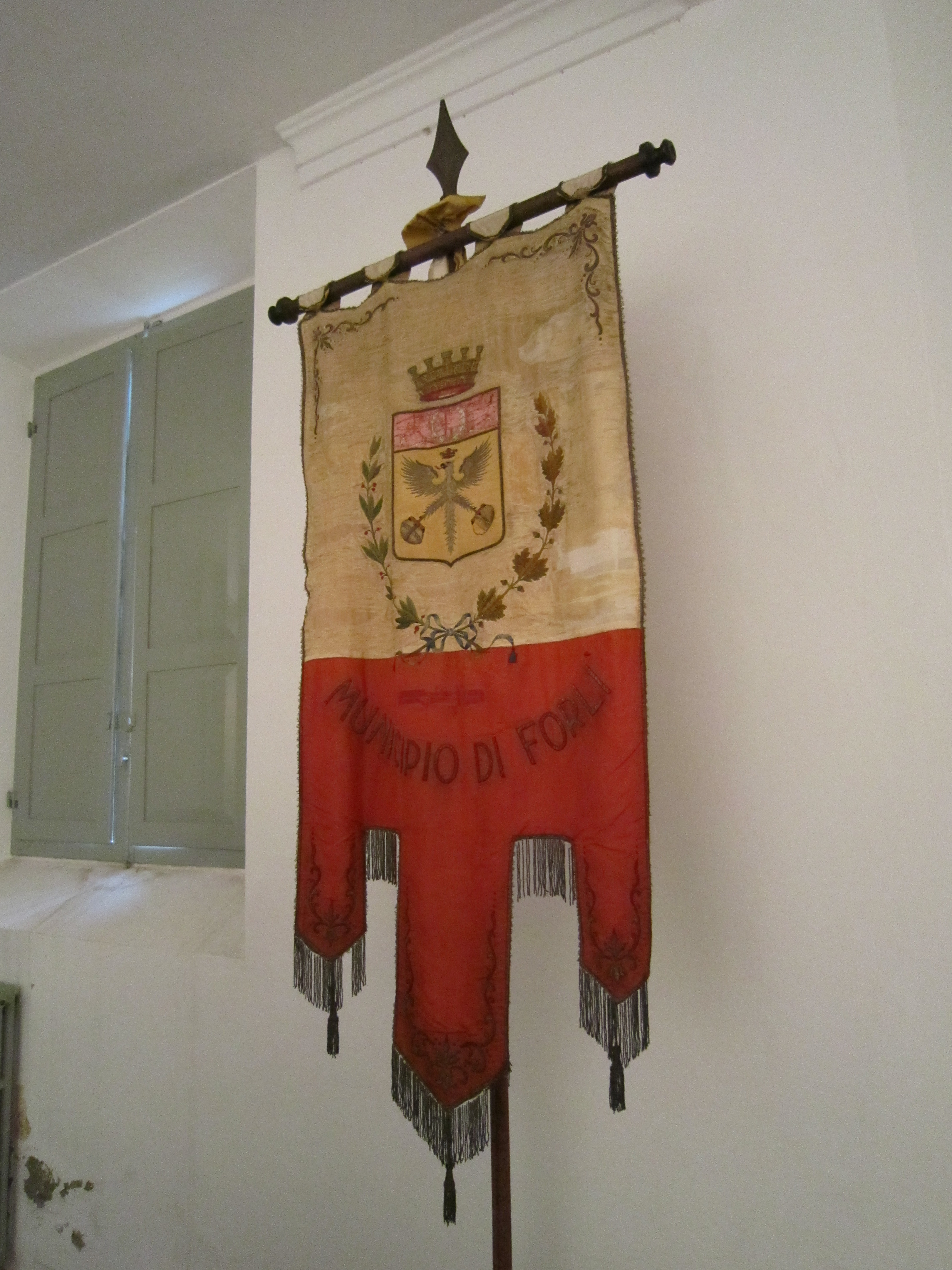
Gonfalone di periodo fascista, lo stemma porta il capo del Littorio abraso
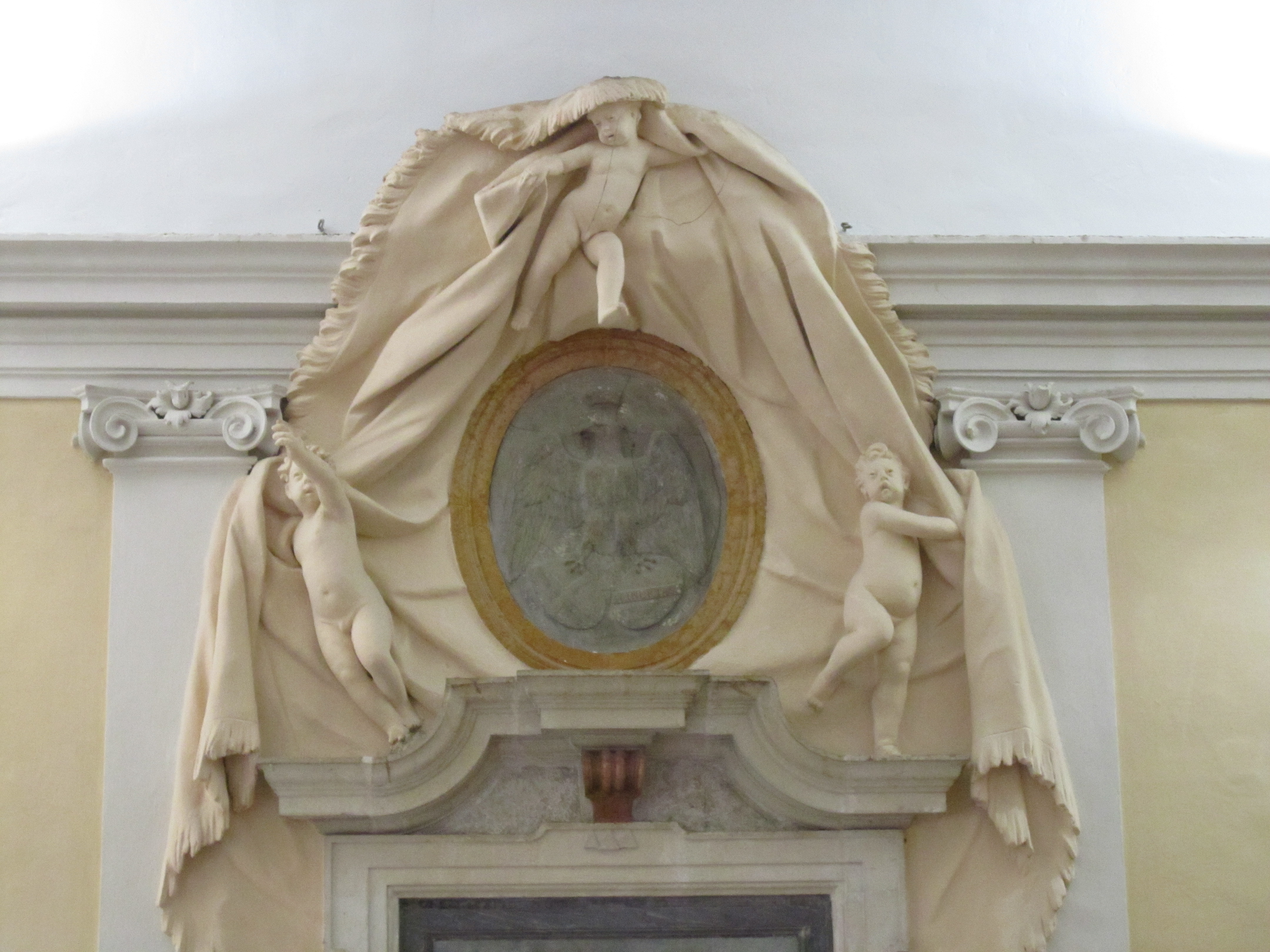
Stemma comunale presso il Palazzo Comunale
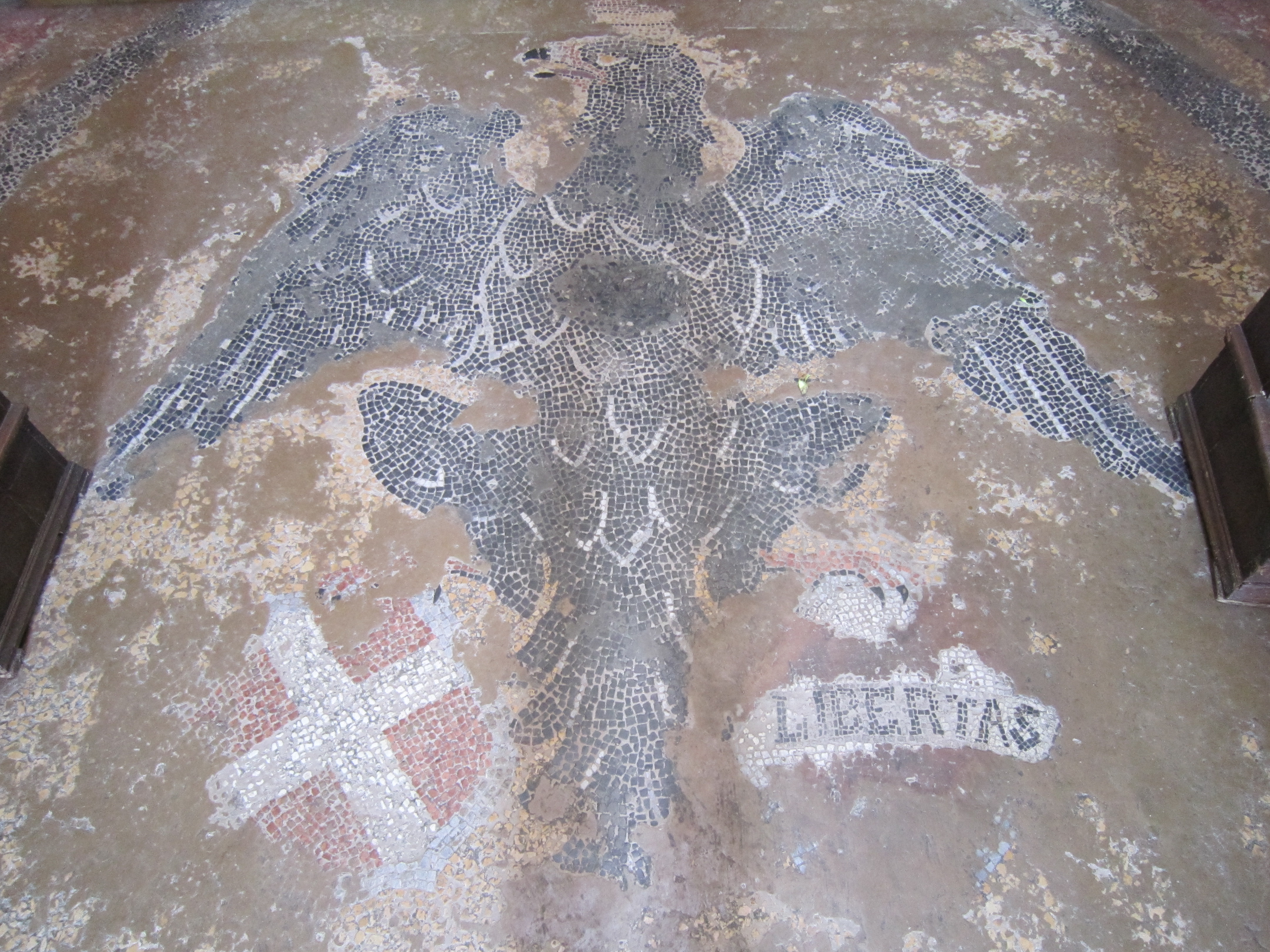
Lo stemma agli inizi dell'Ottocento
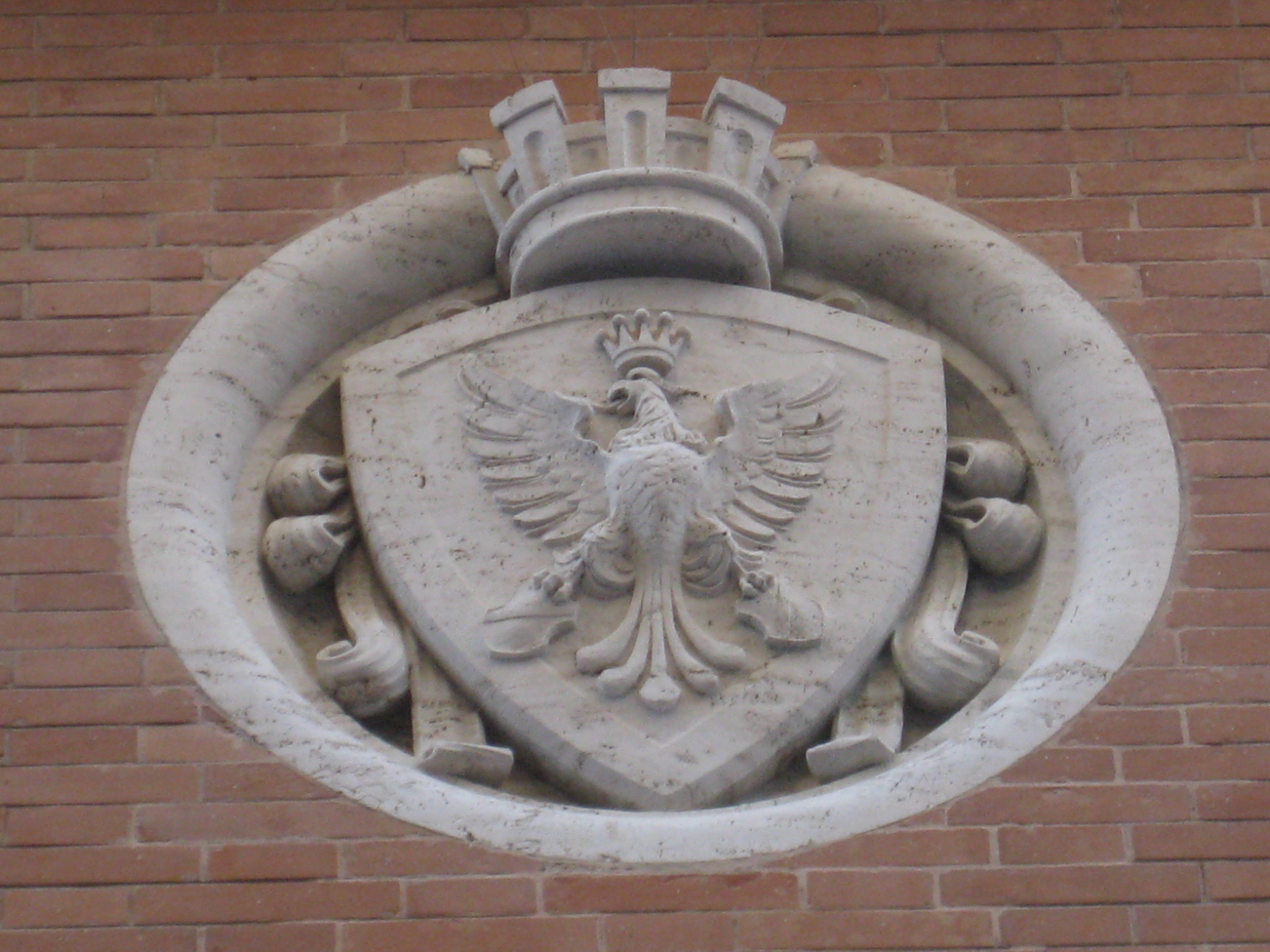
Lo stemma raffigurato nel palazzo delle poste